# Oporinia omicrata
Oporinia omicrata là một loài bướm đêm trong họ Geometridae.